# Mecastrus
Mecastrus is een geslacht van kevers uit de familie  
kniptorren (Elateridae).
Het geslacht is voor het eerst wetenschappelijk beschreven in 1877 door Sharp.

## Soorten
Het geslacht omvat de volgende soorten:
- Mecastrus convexus Sharp, 1877
- Mecastrus discedens Sharp, 1877
- Mecastrus intermedius Broun, 1893
- Mecastrus lateristrigatus (White, 1846)
- Mecastrus vicinus Sharp, 1877